# Kurzwellige Strahlungsbilanz
Die kurzwellige Strahlungsbilanz beschreibt den Gewinn oder den Verlust an kurzwelliger Strahlung (Wellenlängenbereiche zwischen 290 nm und 3500 nm), die vor allem UV-Strahlung, sichtbares Licht und Strahlung im nahen Infrarot umfasst. 
Diese kurzwellige Strahlungsbilanz ist allein von den Unterschieden der Einstrahlung und der Albedo, dem Rückstrahlvermögen der Erdoberfläche (Bodenreflexstrahlung) abhängig. Die jahreszeitlichen Schwankungen der Einstrahlung werden hiermit genauso offenbart wie die Änderung der Albedo über das Jahr hinaus. Weil 100 % der Einstrahlung der Reflexion zugeordnet werden, ist die kurzwellige Bilanz immer positiv und somit immer mit einem Strahlungsgewinn verbunden. Ihre maximale Intensität liegt bei 0,5 µm.